# Wola Lubitowska
Wola Lubitowska (ukr. Воля-Любитівська) – wieś na Ukrainie w rejonie kowelskim, liczy 397 mieszkańców.